# Oxyeleotris marmorata
Oxyeleotris marmorata är en fiskart som först beskrevs av Pieter Bleeker 1852.  Oxyeleotris marmorata ingår i släktet Oxyeleotris och familjen Eleotridae. IUCN kategoriserar arten globalt som livskraftig. Inga underarter finns listade i Catalogue of Life.